# Cypricercus tressleri
Cypricercus tressleri är en kräftdjursart som beskrevs av Ferguson 1954. Cypricercus tressleri ingår i släktet Cypricercus och familjen Cyprididae. Inga underarter finns listade i Catalogue of Life.